# Eliezer Greenberg
Eliezer Greenberg (autre orthographe Leiser ou Leyzer Grinberg) était un anthologiste, critique et poète américain de langue yiddish.

## Biographie
Eliezer Greenberg, fils d'Ezekiel Greenberg et Ethel Haselov, est né le 13 décembre 1896 à Lipcani, située à cette époque dans l'Empire Russe. Il a étudié dans des écoles religieuses, auprès d'Itsik Shkolnik et d'Eliezer Steinbarg. Il a immigré aux États-Unis en 1919 et étudié à l'université du Michigan à Ann Arbor, puis a enseigné dans des écoles juives. Ses premiers textes sont parus en 1919 dans Der Groyser Kundes et Di Naye Velt. En 1926, il s'est marié avec Eva Brown, puis établi à New York en 1927. Avec Elihu Shulman, en 1945-48, il a fondé la revue Getseltn [Tentes].
Ses premières poésies évoquaient New York et son architecture, puis dans les années de la Grande Dépression des années trente, il a évoqué davantage la pauvreté du prolétariat. Plus tard, son ton s'est fait plus désespéré, notamment en évoquant la destruction de sa ville natale de Lipcani et le déclin de la culture yiddish aux États-Unis. Avec Irving Howe, il établit de nombreuses anthologies de traductions du yiddish vers l'anglais et a ainsi largement contribué à la diffusion de la littérature en langue yiddish. En 1952, projetant de créer sa première anthologie, il se trouvait à la recherche d'écrivains connus de langue anglaise pour traduire des textes yiddish. Il a ainsi invité Saul Bellow dans son appartement de Manhattan. Malgré sa maîtrise à l'oral, Bellow ne lisait guère le yiddish. Eliezer Greenberg lui a alors lu à voix haute l'histoire de Gimpel le naïf d'Isaac Bashevis Singer et il l'a traduite immédiatement. Plus tard, il a également encouragé Singer à écrire directement en anglais.
Eliezer Greenberg est mort d'une longue maladie à New York le 2 juin 1977,. Il est enterré au cimetière de Cedar Park Cemetery à Paramus dans le New Jersey.

## Œuvres

### Poésies
- Gasn un Evenyus [Rues et avenues], 1928
- Fun Umetum [De partout], 1934
- Fisherdorf [Village de pêcheurs], 1938
- Di Lange Nakht [La longue nuit], 1946
- Baynakhtiker Dialog [Dialogue nocturne]
- Eybiker Dorsht [Soif éternelle], 1968
- Gedenkshaft [Mémoires], 1974

### Anthologies sous sa direction
- A Treasury of Yiddish Stories, 1954
- Five Yiddish Poets, 1962
- A Treasury of Yiddish Poetry, 1969
- Voices From the Yiddish, 1972
- Yiddish Stories Old and New, 1974
- Selected Stories of I.L. Peretz, 1974
- Ashes Out of Hope, 1977[10]

### Ouvrages critiques
- Moysheh Leyb Halpern in ram fun zayn dor [Moyshe Leyb Halpern dans le cadre de sa génération], 1942
- Tsenṭrale moṭiṿn un grunṭ-problemen in H. Leyṿiḳs shafn [Les motifs centraux et les problèmes fondamentaux de H. Leivic], 1961
- Yaʻaḳov Glaṭshṭeyns Freyd fun Yidishn ṿorṭ [Jacob Glatstein la joie du verbe yiddish], 1964

## Prix littéraires
- Harry Kovner Award du Conseil du livre juif dans la catégorie poésie en yiddish en 1953
- Jewish Book Council of America Award dans la catégorie poésie en 1954
- Prix de poésie Jacob Fichman de l'Union des Juifs de Bessarabie en Israël en 1967

Il était aussi directeur des relations avec la presse en yiddish pour l'American Jewish Committee.